# Przygórze

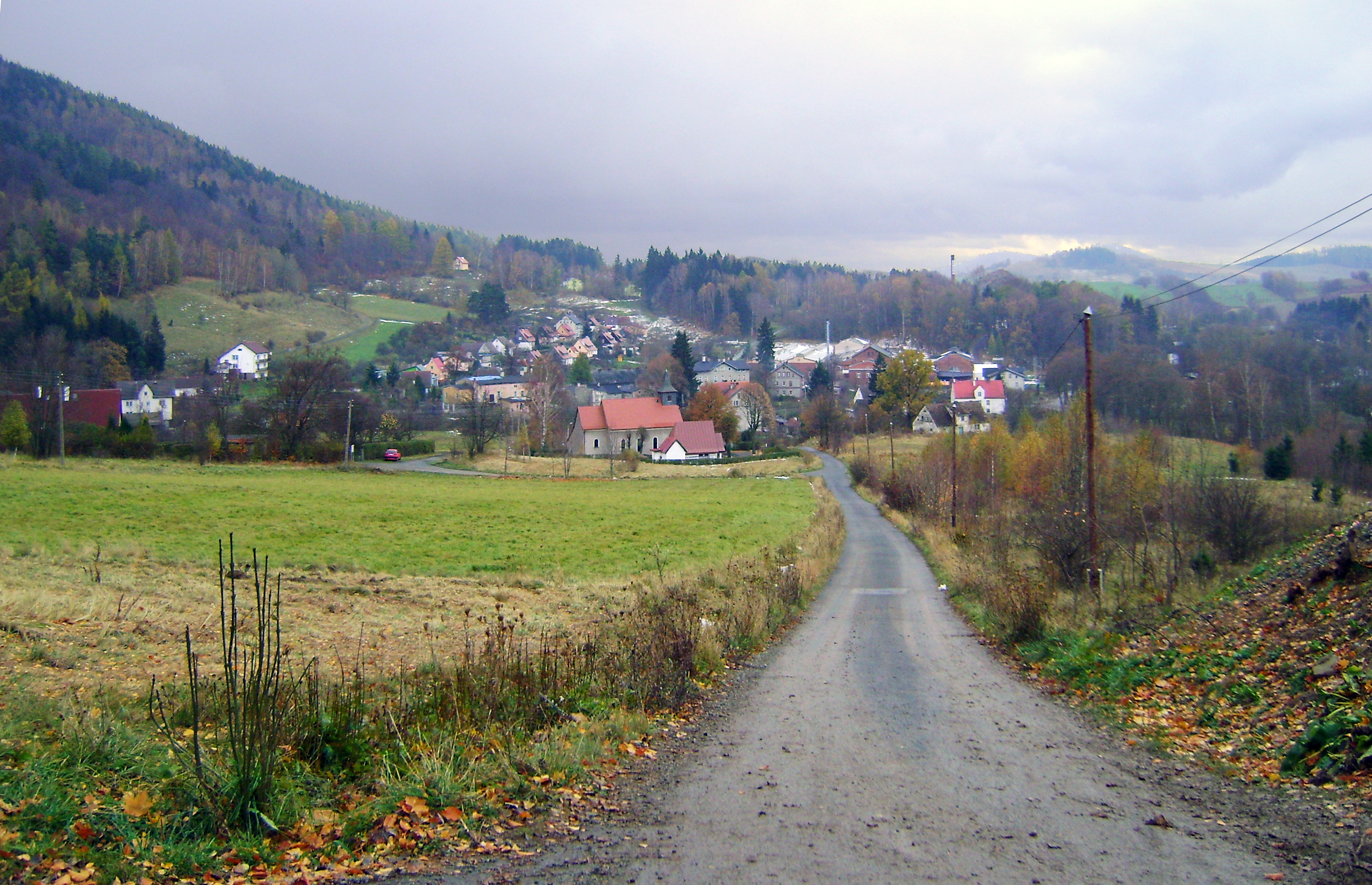
Przygórze Gesamtansicht

Przygórze (deutsch: Köpprich, nicht: Koppernick) ist ein Ortsteil der Landgemeinde Nowa Ruda im Powiat Kłodzki der Woiwodschaft Niederschlesien in Polen. Es liegt in den westlichen Ausläufern des Eulengebirges, 21 Kilometer nordwestlich von Kłodzko (Glatz) und 66 Kilometer südwestlich von Breslau.

## Geschichte
Köpprich wurde im Jahre 1721 als Kolonie von Volpersdorf in der damals böhmischen Grafschaft Glatz errichtet. 1793 wurde die Kohlengrube Rudolf angelegt. Für das Jahr 1789 sind elf Häuslerstellen und 1818 42 Einwohner belegt.

## Sehenswürdigkeiten
- Die kleine St.-Barbara-Kirche wurde wegen der Zunahme der Bevölkerung 1938/39 errichtet. Altar und Bänke stammen aus der Kapelle im Glatzer Konvikt.

## Zur Herkunft der Familie Koppernigk
Leopold Prowe und Maximilian Curtze vermuten, dass die Vorfahren von Nicolaus Copernicus aus dem ehemaligen Köpprich, und nicht aus Kopernik bei Neisse kommen. Sie stützen sich dabei auf einen Aufsatz von Augustin Knötel, dem Georg Bender beweiskräftig entgegentritt, indem er zunächst die Möglichkeit ausräumt, dass der Weiler Köpprich als Herkunftsort in Frage kommt und anschließend darlegt, aus welchen Gründen Köppernig bei Neisse als Herkunftsort der Familie Koppernigk anzusehen ist. Auf der Grundlage des Aufsatzes von Bender wird diese Annahme heute anerkannt. Neben der späten erstmaligen Erwähnung des Ortes stützt er seine Darstellung auf eine onomastische Herleitung. Er stellte den Widerspruch zwischen Knötels Behauptung, nach der örtlichen Überlieferung heiße Köpprich eigentlich Köppernick, und dem dieser Behauptung entgegenstehenden Zeugnis, die Mehrzahl des Namens laute im Volksmund die Köpprige, heraus. Sei diese Annahme richtig, könne wegen des fehlenden Buchstaben n tatsächlich seine vollzogene Herleitung vom deutschen Wort Kupfer erfolgen, nicht jedoch eine Herleitung zu dem Familiennamen Koppernigk, der, auch wenn er sonst bei seinem häufigen Vorkommen an verschiedenen Orten abweichend geschrieben würde, stets dass n in der Schlusssilbe behalten würde. Überdies seien weder in Köpprich noch in Köppernig alter Kupferbergbau nachgewiesen und damit Knötels Versuch, ein polnisch deutsches Mischwort Kupfernik für Kupfergräber zu konstruieren, unmöglich.